# Andy Ludyk
Andy Ludyk (* 7. August 1970 in Bonn, Deutschland) ist ein deutscher Musikmanager, Musikproduzent, Music Supervisor, Digital Expert und Verleger.

## Leben
Aufgewachsen im Rheinland und Hessen, begann Ludyk Ende der 1980er-Jahre seine Tätigkeit als freier Musikjournalist (u. a. beim Magazin Soundcheck), sowie als Musiker in verschiedenen Bands und gemeinsam mit anderen Solokünstlern.
1995 kam durch einen Fernsehauftritt der erste Kontakt zum privaten Fernsehsender SAT.1 zustande, wo Ludyk kurze Zeit später als freier Audioproducer und Pro-Tools-Operator im Bereich On-Air-Promotion tätig wurde. 1996 erfolgte die Gründung der Produktionsfirma „Andy K. Productions Ludyk oHG“, Anfang 2013 umbenannt in Ludyk² oHG mit Sitz in Frankfurt am Main.
Ludyk wurde später bei SAT.1 fest angestellt. Nach dem 1998 erfolgten Umzug des Senders von Mainz nach Berlin wurde sein Tätigkeitsfeld um musikredaktionelle Bereiche wie Rechte-Clearing, Musikbeschaffung, Musikproduktion, Crossmarketing sowie Kooperationsentwicklung erweitert. Ludyk war als Audioproducer/Musikredakteur in Zusammenarbeit mit der für Lizenzthemen zuständigen Rechtsabteilung Bindeglied zwischen Musikindustrie, SAT.1-New Business Development und den programmschaffenden Redaktionen.
In der ersten Jahreshälfte 2000 wurde Ludyk bei der Senator Film AG als „Head of Audio“ mit dem Aufbau einer eigenen Musik-Labelstruktur betraut. Nach dem Wechsel des für diesen Geschäftsbereich zuständigen Vorstand Borris Brandt zu Endemol Deutschland wurde die von Ludyk geleitete Musikabteilung in die Senator Film Produktion GmbH integriert, wo Ludyk bis Ende 2001 als Head of Music Division unter Benjamin Herrmann und Gerhard von Halem Filmprojekte wie u. a. Lammbock – Alles in Handarbeit, Swimmingpool, Das Wunder von Bern, Mondscheintarif und zahlreiche weitere Produktionen hinsichtlich der musikalischen Inhalte und Nebenrechteauswertungen (Soundtracks etc.) von der Drehbuch-Phase bis zur Fertigstellung koordinierte.
Nach dem Outsourcing der Senator-Film-Musikabteilung ist Ludyk neben eigenen Projekten in seinen diversen Unternehmen auch im Dienstleistungsbereich als Marketing-, Presse- und Produktionsberater für Markenartikler, Sender und Produktionshäuser, sowie als national und international anerkannter Music-Supervisor, Musikproduzent, Lizenz-Experte und für Medienunternehmen als Berater für Digitale Vermarktung Audiovisueller Inhalte (Musik, Video, Noten, Literatur etc.) und damit zusammenhängender Digitalisierungsstrategien tätig.
Seit 2002 ist Ludyk zudem als freier und unabhängiger Gerichtsgutachter in den Bereichen Musiknutzung in Werbung, Fernsehen und Film sowie weiterer urheberrechtlicher Themen aktiv.
Seit 2012 arbeitet Ludyk mit dem Kölner Medienanwalt, Musikmanager und Verleger Stephan Benn unter dem Namen Benn & Ludyk Music Management zusammen und betreut Künstler wie u. a. die Band MBWTEYP.
Zudem übernahm Ludyk das Management des in Berlin und Frankfurt am Main ansässigen Produktions-Netzwerks dasDUR, in dem unter der kreativen Federführung des Produzenten Christian Steinhäuser Komponisten, Arrangeure, Scoristen, Toningenieure und Musikproduzenten unterschiedlicher Genres sowie das Deutsche Filmorchester Babelsberg kooperierten.
2013 wurde Ludyk „Head of New Media & Digital Sales“ des hannoverschen Label SPV und arbeitete dort mit internationalen Künstlern wie Kaiser Chiefs, Motörhead, Running Wild, Axel Rudi Pell, Mono Inc., The Intersphere, Die Krupps, The Mission, The Game, Mothers Finest und Melissa Etheridge zusammen. Zu seinen dortigen Aufgabengebieten zählten die digitalen Flankierung der klassischen Labelarbeit und der Ausbau der Digitalabteilung zum Full-Service-Mediendienstleister für Independent-Vertriebslabels und selbstvermarktende Künstler.
2014 gründete Ludyk gemeinsam mit dem Kölner Komponisten Matthias Hornschuh und seinem Management-Partner Stephan Benn das Soundtrack-Label Media Recordings. Als Erstveröffentlichung des Labels erschien im Vertrieb von SPV der Original Soundtrack des Films Ironclad2: Battle for Blood (2014).
Seit Oktober 2021 zeichnet Ludyk zudem als "Referent für Digitale Strategien" am Staatstheater Darmstadt für die Entwicklung der dortigen Digitalisierungsprojekte innerhalb der Abteilung Kommunikation und Marketing verantwortlich.
Die vorstehenden Bereiche werden von Ludyk ebenfalls sowohl in rechtlicher als auch kreativer Hinsicht im Auftrag diverser Bildungseinrichtungen in seiner Funktion als Dozent an verschiedenen etablierten Institutionen behandelt.
Ludyk arbeitet zudem mit verschiedenen Künstlern als Studio- und Livemusiker in den Bereichen Schlagzeug und Perkussion.

## Verbandsarbeit und Ehrenämter
Für den Verband unabhängiger Musikunternehmen e.V. (VUT), der mehr als 1300 Independent-Unternehmen der Deutschen Musikwirtschaft vertritt, war Ludyk als Mitbegründer und Regionalrat der Regionalgruppe VUT-Mitte (für die Länder Hessen, Rheinland-Pfalz, Saarland und Thüringen) von 2008 bis Dezember 2012 ehrenamtlich leitend als Bindeglied zwischen den Mitgliedsfirmen und lokaler Politik, sowie der übergreifenden Wirtschaft tätig.
Seit Ende 2021 leitet Ludyk die Landesgruppe Hessen bei "PRO Musik - Verband freier Musikschaffender e.V." und setzt sich dort als Bindeglied zur lokalen Politik und Wirtschaft für die Belange der freien Musiker ein.
Für die Partei Bündnis 90/Die Grünen engagierte sich Ludyk im Bereich der Medienpolitik (Schwerpunkt Kreativwirtschaft) sowie der Kulturpolitik und war Mitglied der zugehörigen Hessischen Landesarbeitsgemeinschaften Medien (LAG Medien) sowie Kultur (LAG Kultur).
Ein weiteres ehrenamtliches Betätigungsfeld ist die gemeinnützige Kulturarbeit in den Bereichen Musikalische Nachwuchsförderung und Wohltätigkeitsveranstaltungen (u. a. für Flüchtlingshilfe, Obdachlosenprojekte und diverse AIDS-Hilfen), welche Ludyk bereits seit Beginn der 90er verantwortlich mitorganisiert.

## Werke (Auszüge)
Kino und Film
- Lammbock (Kinoproduktion, Music Supervision)
- Mondscheintarif (Kinoproduktion, Music Supervision)
- The Pool (Kinoproduktion, Music Supervision)
- Der Zimmerspringbrunnen (Kinoproduktion, Music Supervision)
- Girl (Kinoproduktion, Music Supervision)
- Dial 9 for love (Kinoproduktion, Music Supervision)
- Das Wunder von Bern (Kinoproduktion, Music Supervision)
- America's Sweethearts (Kinoproduktion, Music Supervision GSA)
- Animal (Kinoproduktion, Music Supervision GSA)
- AIDAdiva - A ship of light (Filmproduktion, Koproduzent)

Musikproduktionen
- Inhuman - This is not a Warning
- Inhuman - Another Gun
- Chris Malu - Oberursel, Tor zum Taunus (Hessentag 2012)
- Rolf Zacher - Rolf trifft Zacher
- Quest - Killer
- Rolf Zacher - Rolf trifft Zacher
- D-Phunk - Inselduell
- Kulturgesichter069-Allstars - Gute alte Zeit[9]

Soundtracks
- Lammbock
- Der Zimmerspringbrunnen
- Mondscheintarif
- Das Wunder von Bern
- Raumpatrouille Orion - Rücksturz ins Weltall
- America's Sweethearts
- Animal
- The Pool
- Ironclad2: Battle for Blood
- Oticons Faculty Soundtrack 2014
- Abseitsfalle OST

Hörbücher
- Rolf Zacher vs. D-Phunk - Rolf trifft Zacher
- Moritz Bleibtreu - American Psycho

DVDs
- AIDAdiva - A ship of light

Künstlermanagement
- MBWTEYP a.k.a. My Baby Wants To Eat Your Pussy (Bandkünstler)
- BESIDOS (Bandkünstler)[10]
- GLANVILLE (Bandkünstler)[11]
- SVEN VALENTA (Solo-Künstler)
- KULTURGESICHTER 069-Allstars (Charity-Projekt)